# Metioche vittaticollis
Metioche vittaticollis är en insektsart som först beskrevs av Carl Stål 1861.  Metioche vittaticollis ingår i släktet Metioche och familjen syrsor.

## Underarter
Arten delas in i följande underarter:
- M. v. vittaticollis
- M. v. insularis